# Rindenkugelpilze
Die Rindenkugelpilze oder Kohlenkrusten (Biscogniauxia) sind eine Gattung der Schlauchpilze aus der Familie der Holzkeulenverwandten, deren Vertreter in der Rinde geschwächter Bäume wachsen. Weltweit sind rund 50 Arten beschrieben, davon ein Dutzend in Europa.

## Merkmale und Gattungsabgrenzung
Manche Rindenkugelpilze ähneln mit flächigen Stromata und niedrigen Rändern sehr den Kohlenbeeren (Hypoxylon), andere wiederum haben gewölbte Stromata mit deutlich erhöhten Rändern. Biscogniauxia teilt mit der Gattung Hypoxylon den scheibenförmigen Apikalring im Ascus und die nodulisporium-artigen Nebenfruchtformen. Unterscheiden lässt sich die Gattung aber deutlich von den Kohlenbeeren einerseits durch das zweiteilige Stroma (bipartid) mit einer äußeren Stromaschicht, die im reifen Zustand aufspringt und so die darunterliegende ascus-tragende Schicht bloßlegt. Andererseits fehlen Pigmente, die sich in Kaliumhydroxid lösen. Darüber hinaus ist eine bedeutende Verkohlung des Fruchtkörpers festzustellen.

## Ökologie
Alle Biscogniauxia-Arten sind ausnahmslos Rindenparasiten an Dikotyledonen. Allerdings sind sie meist Schwächeparasiten an Wirten, die durch Trockenheit bereits geschwächt sind, und bilden dann Fruchtkörper, wenn die betroffenen Teile im Absterben sind oder bereits abgestorben sind. Solche Pilze können auch als fakultativ saprobiontisch bezeichnet werden, da sie zwar parasitieren, aber auch an abgestorbenen Material ausdauern. Viele Arten sind artspezifisch. So kommt beispielsweise der Rotbuchen-Rindenkugelpilz auf Buche vor oder B. cinereolilacina ausschließlich auf Linden.
Rindenkugelpilze sind durch ihre Lebensweise an zumindest zeitweise trockene Habitate angepasst. Ihre Entwicklung in der Rinde schützt das sich bildende Stroma vor dem Austrocknen. Genügend Wasser für diese Pilze in den toten bzw. absterbenden Bäumen wird durch Abbau von Zellulose und der daraus folgenden Produktion von Wasser erreicht.
Der aus Nordamerika stammende Südliche Rindenkugelpilz gilt als eine der gefährlichsten invasiven Pilzarten im südost- und mitteleuropäischen Wald einschließlich des österreichischen Auwalds.

## Systematik
Biscogniauxia war lange als Nummularia bekannt, bis Miller (1961) die meisten Arten in die Abteilung Applanata der Gattung Hypoxylon stellte. Pouzar stellte dann 1979 und 1986 das gegenwärtige Konzept her, was Ju und Autoren 1998 dann vollendeten. Carl Ernst Otto Kuntze benannte die Pilzgattung nach Alfred Cogniaux.

## Arten (Auswahl)

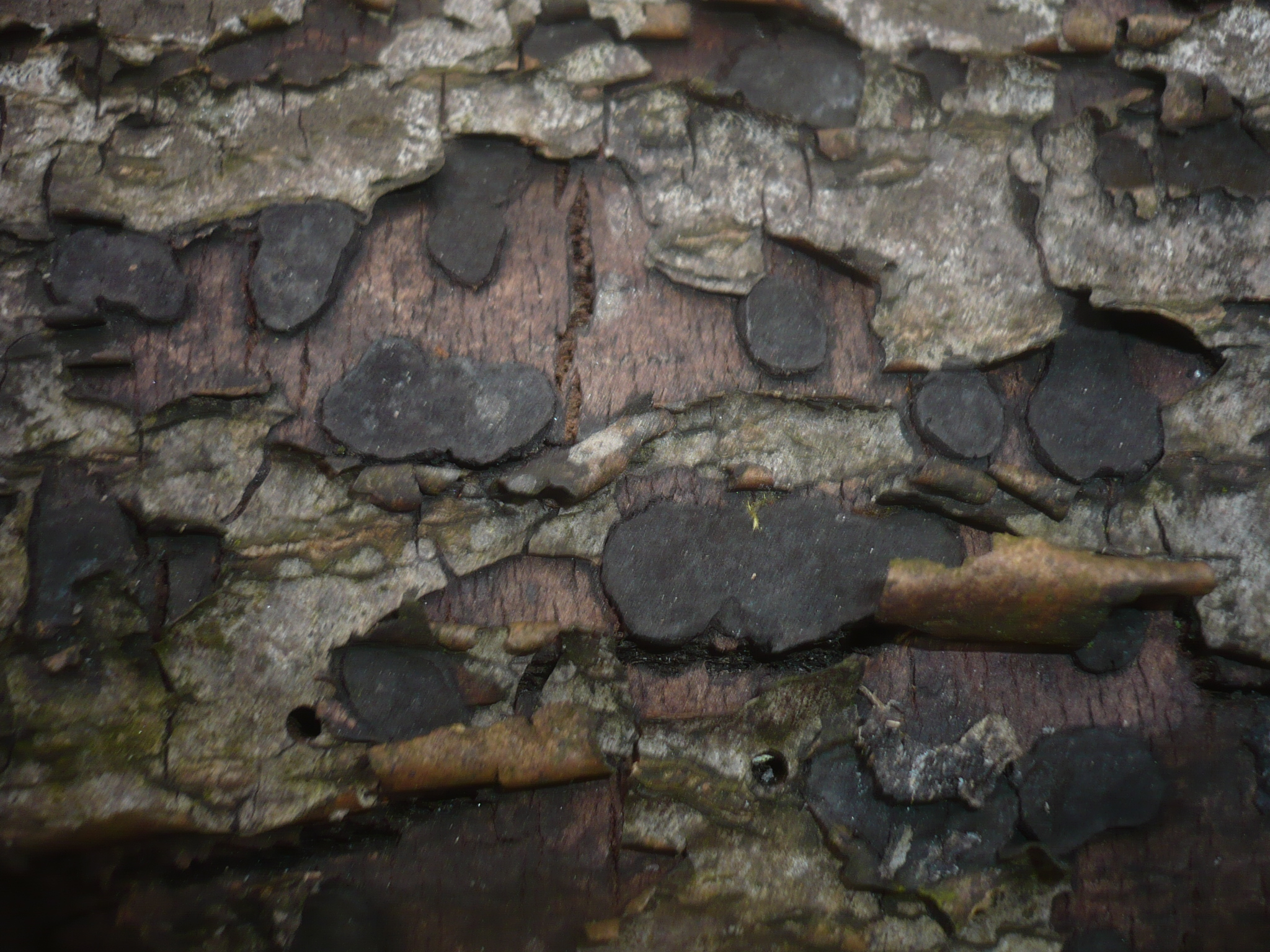
Traubenkirschen-Rindenkugelpilz Biscogniauxia granmoi
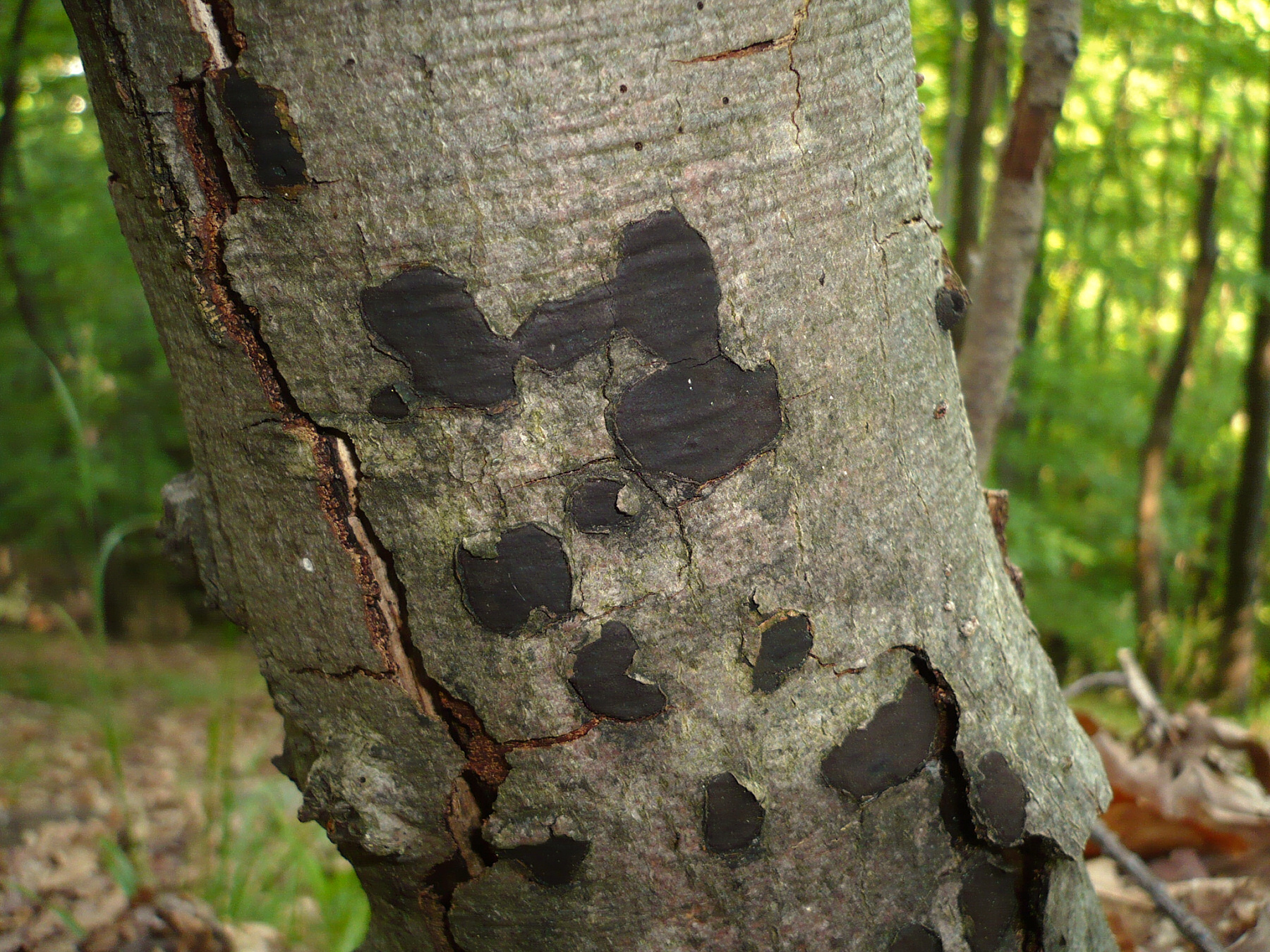
Rotbuchen-Rindenkugelpilz Biscogniauxia nummularia

In Europa kommen 11 Arten vor bzw. sind dort zu erwarten:
| Rindenkugelpilze (Biscogniauxia) in Europa |                               |                                                              |
| \| Deutscher Name \| Wissenschaftlicher Name \| Autorenzitat \| \| --------------------------------------------------- \| ----------------------------- \| ------------------------------------------------------------ \| \| \| Biscogniauxia anceps \| (Saccardo 1918) J.D. Rogers et al. 1996 \| \| \| Biscogniauxia capnodes \| (Berkeley 1845) Y.M. Ju & J.D. Rogers in Y.M. Ju et al. 1998 \| \| \| Biscogniauxia cinereolilacina \| (J.H. Miller 1933) Pouzar 1979 \| \| \| Biscogniauxia dennisii \| (Pouzar 1977) Pouzar 1979 \| \| Traubenkirschen-Rindenkugelpilz \| Biscogniauxia granmoi \| Lar. N. Vassiljeva 1998 \| \| Gerandeter Rindenkugelpilz \| Biscogniauxia marginata \| (Fries 1828 : Fries 1828) Pouzar 1979 \| \| Südlicher Rindenkugelpilz \| Biscogniauxia mediterranea \| (De Notaris 1853) Kuntze 1891 \| \| Rotbuchen- oder Münzenförmiger Rindenkugelpilz \| Biscogniauxia nummularia \| (Bulliard 1791 : Fries 1823) Kuntze 1891 \| \| \| Biscogniauxia querna \| Pouzar 1986 \| \| Schalenförmiger oder Schmalsporiger Rindenkugelpilz \| Biscogniauxia repanda \| (Fries 1815 : Fries 1823) Kuntze 1891 \| \| \| Biscogniauxia simplicior \| Pouzar 1979 \| |                               |                                                              |
| Deutscher Name | Wissenschaftlicher Name       | Autorenzitat                                                 |
| | Biscogniauxia anceps          | (Saccardo 1918) J.D. Rogers et al. 1996                      |
| | Biscogniauxia capnodes        | (Berkeley 1845) Y.M. Ju & J.D. Rogers in Y.M. Ju et al. 1998 |
| | Biscogniauxia cinereolilacina | (J.H. Miller 1933) Pouzar 1979                               |
| | Biscogniauxia dennisii        | (Pouzar 1977) Pouzar 1979                                    |
| Traubenkirschen-Rindenkugelpilz | Biscogniauxia granmoi         | Lar. N. Vassiljeva 1998                                      |
| Gerandeter Rindenkugelpilz | Biscogniauxia marginata       | (Fries 1828 : Fries 1828) Pouzar 1979                        |
| Südlicher Rindenkugelpilz | Biscogniauxia mediterranea    | (De Notaris 1853) Kuntze 1891                                |
| Rotbuchen- oder Münzenförmiger Rindenkugelpilz | Biscogniauxia nummularia      | (Bulliard 1791 : Fries 1823) Kuntze 1891                     |
| | Biscogniauxia querna          | Pouzar 1986                                                  |
| Schalenförmiger oder Schmalsporiger Rindenkugelpilz | Biscogniauxia repanda         | (Fries 1815 : Fries 1823) Kuntze 1891                        |
| | Biscogniauxia simplicior      | Pouzar 1979                                                  |

- Traubenkirschen-Rindenkugelpilz
Biscogniauxia granmoi
- Rotbuchen-Rindenkugelpilz
Biscogniauxia nummularia